# Therhi
Therhi (en ourdou : کوٹ ڈیجی) est une ville pakistanaise située dans le district de Khairpur, dans le nord de la province du Sind. C'est la seizième plus grande ville du district. Elle est située à mi-chemin entre Sukkur et Khairpur, soit une vingtaine de kilomètres chacune.
Le 3 juin 1963, la ville est le théâtre d'un massacre contre les chiites, tuant près plus de cent personnes. 
La population de la ville a été multipliée par presque trois entre 1972 et 2017, passant de 8 389 habitants à 22 965. Entre 1998 et 2017, la croissance annuelle moyenne s'affiche à 0,9 %, bien inférieure à la moyenne nationale de 2,4 %. Selon le recensement de 2023, la population de la ville monte à 38 765 habitants.
|            | 1972 (rec.) | 1981 (rec.) | 1998 (rec.) | 2017 (rec.) | 2023 (rec.) |
| ---------- | ----------- | ----------- | ----------- | ----------- | ----------- |
| Population | 8 389       | 11 800      | 19 302      | 22 965      | 38 765      |

|}